# 프라이메이스

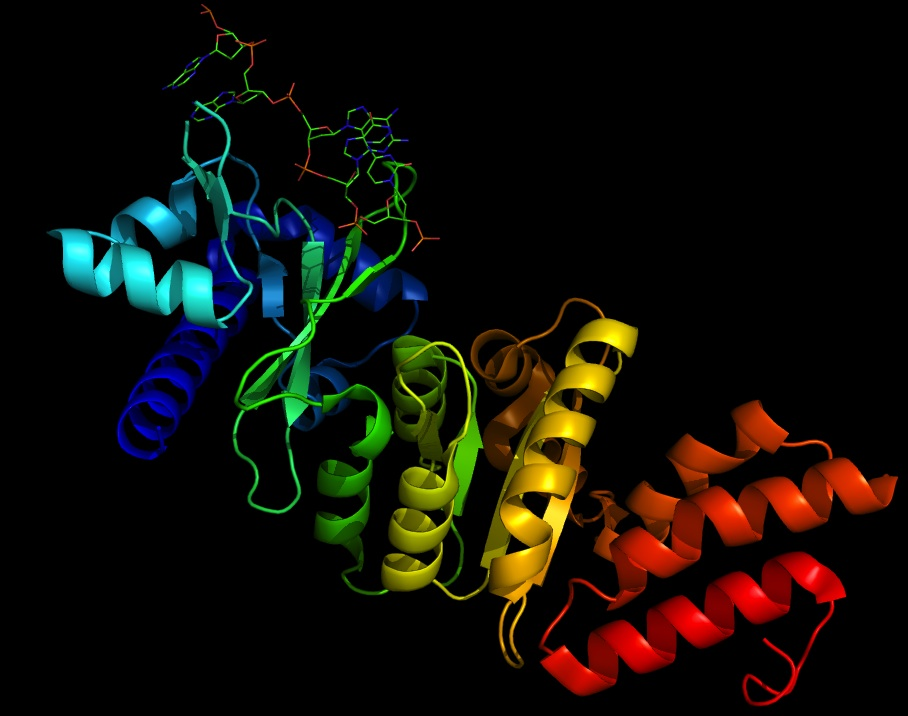
프라이메이스의 입체구조

프라이메이스(영어: primase)는 DNA 복제 과정에 작용하는 효소 중 하나로, DNA 신장에 필요한 프라이머(primer)를 합성하는 역할을 한다. DNA 중합효소는 프라이머 없이는 DNA 합성을 진행할 수 없기 때문에 DNA 복제 과정에서 필수적인 효소라 할 수 있다.

## 프라이머
새로운 DNA 가닥의 신장은 DNA 중합효소에 의해서 일어난다. DNA 중합효소에 의한 DNA 신장은 새로운 가닥의 3' 말단에 주형가닥과 상보적인 새로운 뉴클레오타이드를 결합하는 방식으로 진행된다. 이렇게 이미 주형가닥과 염기쌍을 이루는 가닥에 이어붙이는 방법으로 신장이 진행되기 때문에, 처음 3'-OH기를 제공해주는 짧은 뉴클레오타이드 조각이 필요하다. DNA 합성에서 처음 3'말단을 제공하는 뉴클레오타이드 조각은 리보스를 사용하는 RNA 조각인데, 이를 프라이머라 한다.

## 프라이메이스
프라이메이스는 헬리케이스(helicase)에 의해 활성화되어 주형가닥과 상보적인 5~10개의 리보뉴클레오타이드를 연결하여 프라이머를 만든다. 이렇게 프라이머를 합성하고 난 후, DNA 중합효소가 DNA에 부착되면 분리되어 나온다.